# مسافر دائم

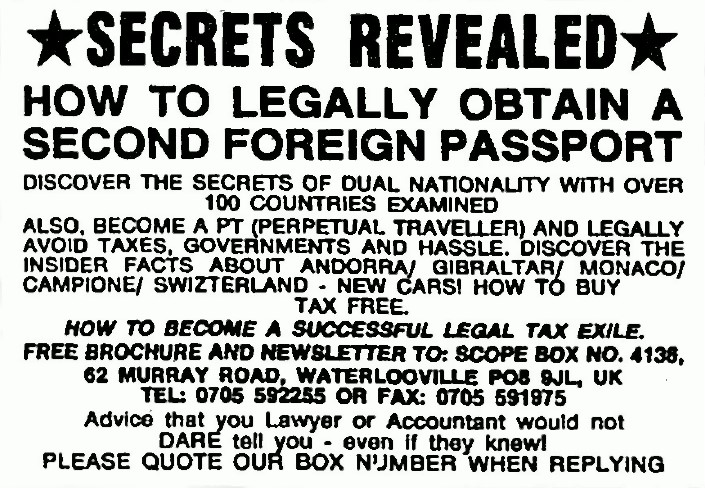
الإعلان عن جوازات السفر الثانية والمعلومات حول أن تصبح "المسافر الدائم". نطاق ، التايمز ، 1994.

يشير مصطلح «المسافر الدائم» (أو " PT " أو « السائح الدائم» أو «دافع الضرائب السابق») إلى فكرة أنه من خلال بناء جوانب مختلفة من حياة المرء في بلدان مختلفة وعدم إنفاق وقت طويل في أي مكان، يمكن أن تقلل الضرائب، وتجنب الواجبات المدنية، وزيادة الحرية الشخصية. كانت الكتب والخدمات المتعلقة بفكرة PT من أهم الشركات المتخصصة في تسويق الخدمات المالية الخارجية، وبرامج تجنب الضرائب، وخدمات الخصوصية الشخصية.

## المبادئ
تقترح فكرة المسافر الدائم أن يعيش الأفراد بطريقة لا تعتبر مقيمين قانونيين في أي من البلدان التي يقضون فيها الوقت أو يعملون. بسبب الافتقار إلى وضع الإقامة الدائمة القانونية، حسب النظرية، قد يتجنبوا الالتزامات القانونية التي تصاحب الإقامة، مثل ضرائب الدخل والأصول، ومساهمات الضمان الاجتماعي، ورسوم المحلفين، والخدمة العسكرية. وقد وصفت الفكرة بأنها «الرحل الرأسمالي الراحل».

## نظرية العلم
قدمت فكرة المسافر الدائم من حيث نظرية العلم، حيث تمثل كل راية واحدة من الاختصاصات القانونية التي يعمل بموجبها المسافر الدائم. تُنسب نظرية الأعلام الثلاثة إلى خبير الاستثمار هاري دي شولتز، الذي اقترح أن يكون لدى كل شخص جواز سفر ثان وعنوانًا في مأوى ضريبي وأن أصوله يجب أن تبقى خارج وطنه الأم. وتم توسيع هذه الفكرة فيما بعد لتشمل «فايف فلاجز» لتشمل مكانًا حصل فيه على المال ومكانًا للاستجمام.
سواء للتقليل من التدخل الحكومي (عن طريق الضرائب أو غير ذلك)، أو لتعظيم الخصوصية، تقترح النظرية أن يكون كل مما يلي في بلد منفصل:
- جواز السفر والجنسية - في بلد لا ضريبة كسب المال خارج البلاد الإجراءات أو السيطرة عليها.
- الإقامة القانونية - في ملاذ ضريبي.
- قاعدة الأعمال - حيث يكسب المرء أمواله، ويفضل في مكان ما مع معدلات ضرائب منخفضة على الشركات.
- ملاذ الأصول - حيث يحتفظ المرء بالمال، في مكان ما في مكان ما مع انخفاض الضرائب على الدخل السلبي والمكاسب الرأسمالية.
- ملاعب - حيث ينفق المرء أمواله، في مكان ما في مكان ما مع ضرائب الاستهلاك المنخفض.

في عام 1995 ، علق المعلق المالي بوب بيكمان على إقامته في موناكو: "منذ زمن بعيد، قيل لي أن الطريقة الأكثر فعالية لفرد للتعامل مع شئونه هي العمل مكان واحد، والحفاظ على أمواله في مكان ثاني ويعيش في مكان ثالث، أعيش في موناكو، أنا لا أعمل هنا، أموالي توضع في مكان آخر، لكني أديرت من هنا.